# Hrakowe (rejon czuhujewski)
Hrakowe (ukr. Гракове) – wieś na Ukrainie, w obwodzie charkowskim, w rejonie czuhujewskim. W 2001 liczyła 753 mieszkańców.